# Cobourg Peninsula
Die Cobourg Peninsula ist eine Halbinsel 350 Kilometer östlich von Darwin im Northern Territory in Australien. Sie ist stark gegliedert
mit kleinen und größeren Buchten. Ihre Fläche beträgt 2100 Quadratkilometer. Sie ist spärlich besiedelt. Ihre Einwohnerzahl beträgt zwischen 20 und 30 und verteilt sich auf fünf Family  outstations:
- Araru Point (Araru)
- Ardbinae (Adbanae, Trepang Bay)
- Gumuragi (Gumeragi, Reef Point)
- Meriah (Mariah, Raffles Bay)
- Irgul (Irgul Point)
- Gul Gul (Danger Point) (verlassen, Ruine)

Weitere Einrichtungen sind der Leuchtturm Cape Don Light ganz im Westen sowie der nahegelegene Flugplatz Cape Don Airport (ICAO-Code YCPD, Gras, Landebahn 1800 m, eröffnet am 8. November 1989), die Ranger-Station Algarlalgari (Black Point) und der Campingplatz Ngardimardi (Smith Point).
1838 wurde auf Cobourg Peninsula die Siedlung Port Essington angelegt, die aber 1849 wieder aufgegeben wurde. Die Bowen Strait trennt die Halbinsel im Osten von der Croker Island. Im Westen wird sie durch die Dundas Strait von der Melville-Insel getrennt.
Phillip Parker King benannte die Halbinsel am 1. Mai 1818 zu Ehren „seiner königlichen Hoheit, Leopold von Sachsen-Coburg“, einem Onkel von Königin Victoria, der 1831 als Leopold I. zum ersten König der Belgier befördert wurde. Kings Schreibweise Cobourg ist wohl an die französische angelehnt und wurde im weiteren Verlauf nie an die im Englischen übliche Schreibweise angepasst, zumal sie weit verbreitet war.
Die Cobourg Peninsula ist Teil des Garig Gunak Barlu National Park, welcher außerdem noch einige küstennahe Inseln umfasst. Als Touristenattraktion ist sie wegen ihrer ursprünglichen Wildnis bekannt.

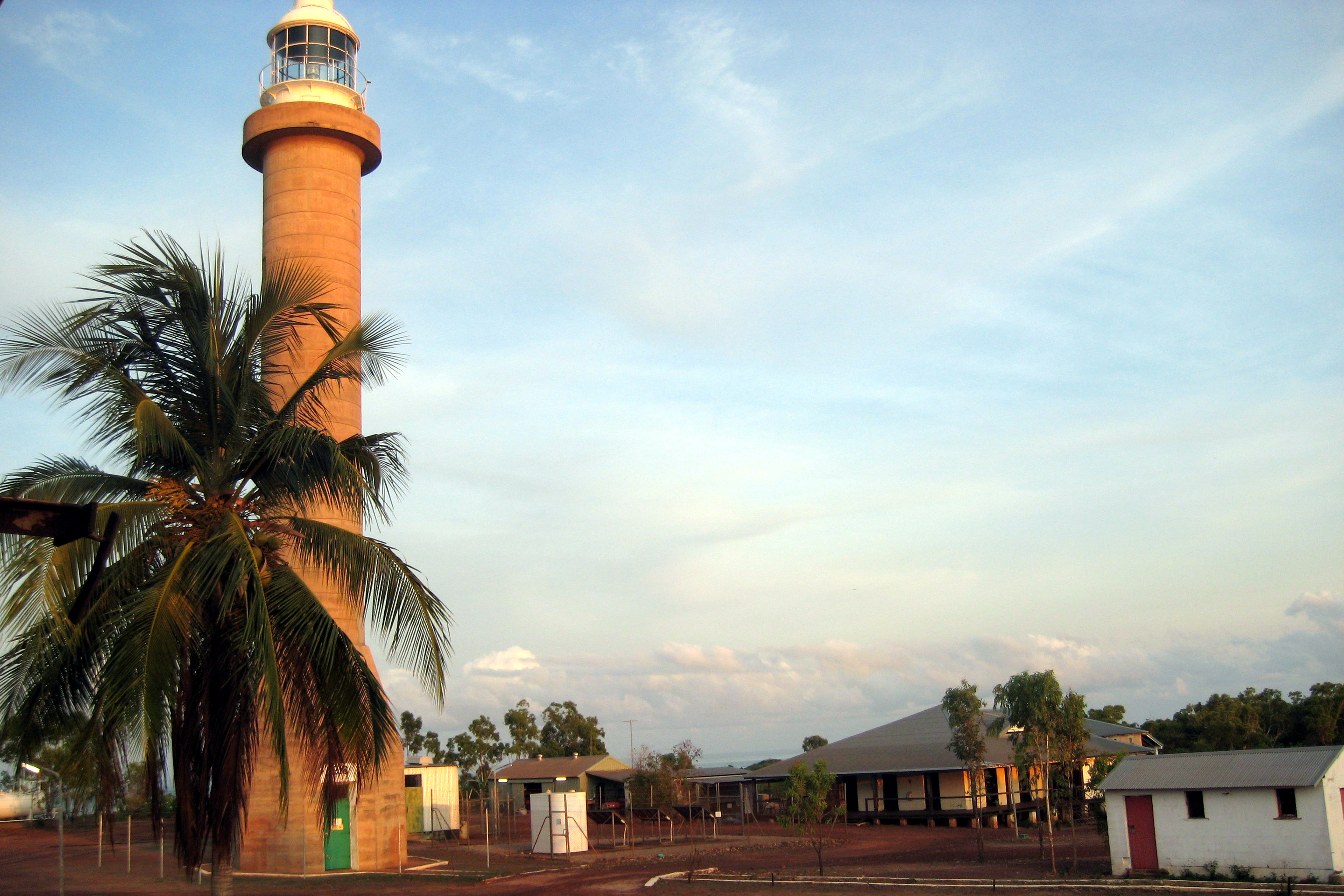
Leuchtturm Cape Don Light am westlichen Ende der Cobourg Peninsula
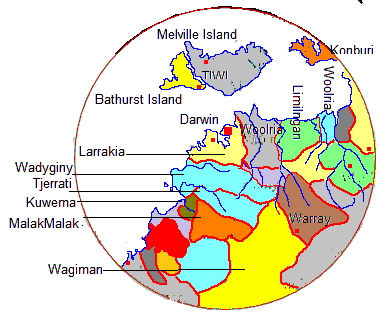
Karte traditioneller Aborigine-Stammesgebiete (Konburi rechts oben)